# 5415 Lyanzuridi
5415 Lyanzuridi eller 1978 TB2 är en asteroid i huvudbältet som upptäcktes den 3 oktober 1978 av den rysk-sovjetiske astronomen Nikolaj Tjernych vid Krims astrofysiska observatorium på Krim. Den har fått sitt namn efter Konstantin Petrovitj Ljanzuridi.
Asteroiden har en diameter på ungefär fyra kilometer och den tillhör asteroidgruppen Flora.